# احمد سفیان
احمد سفیان (زاده ۹ اوت ۱۹۹۰) یک بازیکن فوتبال اهل قطر است.
وی همچنین در تیم ملی فوتبال قطر بازی کرده‌است.